# Opacuincola kuscheli
Opacuincola kuscheli är en snäckart som beskrevs av Frank Climo 1974. Opacuincola kuscheli ingår i släktet Opacuincola och familjen tusensnäckor. Inga underarter finns listade i Catalogue of Life.